# Veronica subsessilis
Veronica subsessilis är en grobladsväxtart som först beskrevs av Friedrich Anton Wilhelm Miquel, och fick sitt nu gällande namn av Carriere. Veronica subsessilis ingår i släktet veronikor, och familjen grobladsväxter.

## Underarter
Arten delas in i följande underarter:
- V. s. albiflora
- V. s. ibukiensis

## Bildgalleri

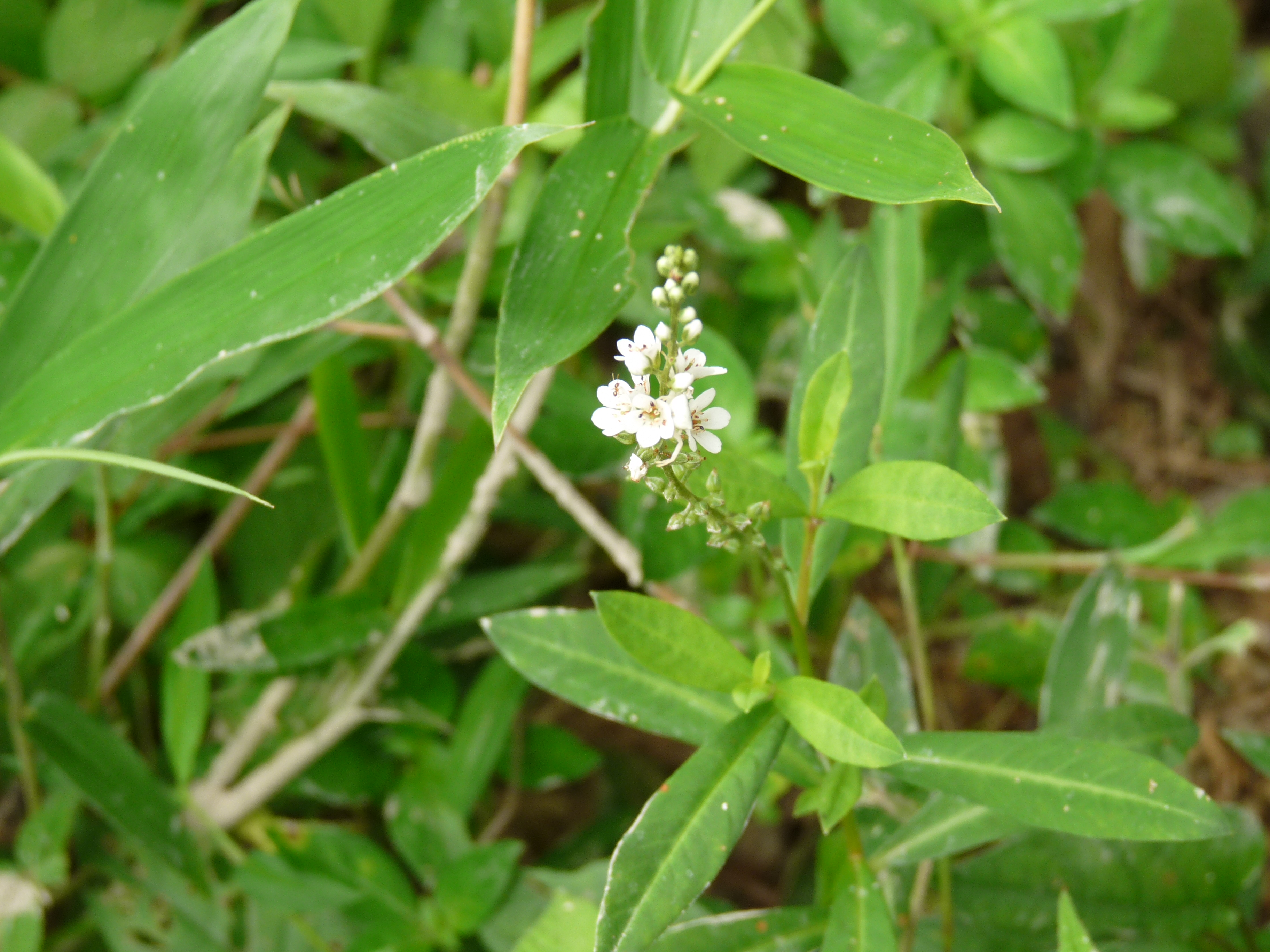